# Papilio oribazus
Papilio (Druryia) oribazus − gatunek motyla z rodziny paziowatych i podrodziny Papilioninae.

## Taksonomia
Gatunek ten opisany został w 1836 roku przez Jean Baptiste'a Boisduvala. Wcześniej klasyfikowany był w podrodzaju Princeps, w którym tworzył grupę P. oribazus-group wraz z gatunkami P. nobilis i P. epiphorbas. W 2011 Bernard Rond umieścił go w podrodzaju Druryia, klasyfikując obok niego do grupy P. oribazus trzy gatunki: P. epiphorbas i blisko a nim spokrewnione: P. manlius i P. phorbanta. Bliskie pokrewieństwo P. epiphorbas z P. oribazus potwierdzają wyniki badań molekularnych. Wszyscy przedstawiciele grupy P. oribazus są endemitami różnych części madagaskarskiego regionu zoogeograficznego.

## Opis
Paź o rozpiętości skrzydeł około 8-10 cm. Samiec ma wierzch ciała czarny, a spód brązowy. Wierzch jego skrzydeł przednich jest czarny z niebieską przepaską i małą, niebieską kropką u wierzchołka, natomiast spód brązowy z szarą przepaską. Tylne skrzydła samca mają krótkie ogonki, falowany brzeg, wierzch czarny z niebieską przepaską i łańcuszkiem niebieskich kropek wzdłuż zewnętrznej krawędzi, a spód brązowy i marmurkowany. Samica wyróżnia się brązową barwą podstawową wierzchu skrzydeł.

## Występowanie
Gatunek endemiczny dla Madagaskaru, gdzie zasiedla lasy i skraje lasów we wschodniej części wyspy. Paź ten jest tam szeroko rozprzestrzeniony, wydaje się być całkiem pospolity i nie jest zagrożony.